# Liste der Naturdenkmale in Hohentengen am Hochrhein
| Naturdenkmale | Anzahl |
| ------------- | ------ |
| FND           | 5      |
| END           | 0      |
| Gesamt        | 5      |

Die Liste der Naturdenkmale in Hohentengen am Hochrhein nennt die verordneten Naturdenkmale (ND) der im baden-württembergischen Landkreis Waldshut liegenden Gemeinde Hohentengen am Hochrhein. In Hohentengen am Hochrhein gibt es insgesamt fünf als Naturdenkmal geschützte Objekte, alle sind flächenhafte Naturdenkmale (FND), keines ist ein Einzelgebilde-Naturdenkmal (END).
Stand: 31. Oktober 2016.

## Flächenhafte Naturdenkmale (FND)
| Name                                               | Bild | Kennung     | Einzelheiten             | Position | Fläche Hektar | Datum         |
| -------------------------------------------------- | ---- | ----------- | ------------------------ | -------- | ------------- | ------------- |
| Hangried Wieden                                    | BW   | 83370530001 | Hohentengen am Hochrhein | ⊙        | 1,5           | 28. Sep. 1978 |
| Rote Fluh, erratischer Block                       |      | 83370530002 | Hohentengen am Hochrhein | ???      | 0,0           | 13. Okt. 1949 |
| Sagenstein (Rheinufer zw. Lienheim u. Hohentengen) |      | 83370530005 | Hohentengen am Hochrhein | ???      | 0,0           | 13. Okt. 1949 |
| Umgebung Ruine Weißwasserstelz, Mühle, Bachmündung | BW   | 83370530003 | Hohentengen am Hochrhein | ⊙        | 0,0           | 13. Okt. 1949 |
| Umgebung Schloß Rotwasserstelz, Ufer mit Bäumen    |      | 83370530004 | Hohentengen am Hochrhein | ⊙        | 0,0           | 13. Okt. 1949 |
| Legende für Naturdenkmal                           |      |             |                          |          |               |               |